# Aegon Classic 2011
AEGON Classic 2011 — жіночий тенісний турнір, що проходив на відкритих кортах з трав'яним покриттям. Це був 30-й за ліком турнір. Відбувся в Edgbaston Priory Club у Бірмінгемі (Велика Британія). Початково мав тривати з 6 до 12 червня 2011 року, але фінал перенесли на 13 червня через дощ. Несіяна Сабіне Лісіцкі здобула титул в одиночному розряді.

## Учасниці

### Сіяні
| Країна     | Гравчиня             | Рейтинг1 | Сіяна |
| ---------- | -------------------- | -------- | ----- |
| Естонія    | Кая Канепі           | 16       | 1     |
| Сербія     | Ана Іванович         | 21       | 2     |
| КНР        | Пен Шуай             | 25       | 3     |
| Словаччина | Даніела Гантухова    | 29       | 4     |
| Італія     | Роберта Вінчі        | 31       | 5     |
| Росія      | Катерина Макарова    | 33       | 6     |
| Італія     | Сара Еррані          | 39       | 7     |
| Франція    | Араван Резаї         | 41       | 8     |
| Японія     | Моріта Аюмі          | 47       | 9     |
| Сербія     | Бояна Йовановські    | 50       | 10    |
| Казахстан  | Ярослава Шведова     | 54       | 11    |
| Японія     | Кіміко Дате          | 56       | 12    |
| Канада     | Ребекка Маріно       | 60       | 13    |
| Словаччина | Магдалена Рибарикова | 62       | 14    |
| ПАР        | Шанелль Схеперс      | 65       | 15    |
| Росія      | Алла Кудрявцева      | 71       | 16    |

- 1 Рейтинг подано станом на 23 травня 2011

### Інші учасниці
Нижче наведено учасниць, які отримали вайлд-кард на участь в основній сітці:
- Ана Іванович
- Саманта Маррей
- Мелані Саут
- Емілі Веблі-Сміт

Нижче наведено гравчинь, які пробились в основну сітку через стадію кваліфікації:
- Аояма Сюко
- Наомі Броді
- Фудзівара Ріка
- Зара Гронерт
- Конні Перрен
- Родіонова Аріна Іванівна
- Александра Стівенсон
- Айла Томлянович

### Знялись з турніру
- Марія Шарапова (хвороба)[2]
- Маріон Бартолі (травма)[2]

## фінал

### Одиночний розряд
Сабіне Лісіцкі —  Даніела Гантухова 6–3, 6–2
- Для Лісіцкі це був перший титул за сезон і другий за кар'єру.

### Парний розряд
Ольга Говорцова /  Алла Кудрявцева —  Сара Еррані /  Роберта Вінчі 1–6, 6–1, [10–5]